# آن جيمس
آن جيمس (بالإنجليزية: Ann James)‏ هي كاتِبة وكاتبة للأطفال أسترالية، ولدت في 6 أكتوبر 1952 في ملبورن في أستراليا.